# 紅磚巷清真寺
紅磚巷清真寺（英語：Brick Lane Mosque），前稱倫敦詹姆清真寺（London Jamme Masjid），是倫敦東區的一間清真寺 ，坐落在紅磚巷59號，即紅磚巷和傅尼耶街的轉角處。其建築曾先後為基督教徒、猶太教徒及穆斯林使用，也反映出了斯皮塔佛德周遭的移民歷史。原大猶太會堂（The former Great Synagogue）為2*級指定建築，相邻的前校舍（现為清真寺的附属建筑物）列为2级。 

## 清真寺背景

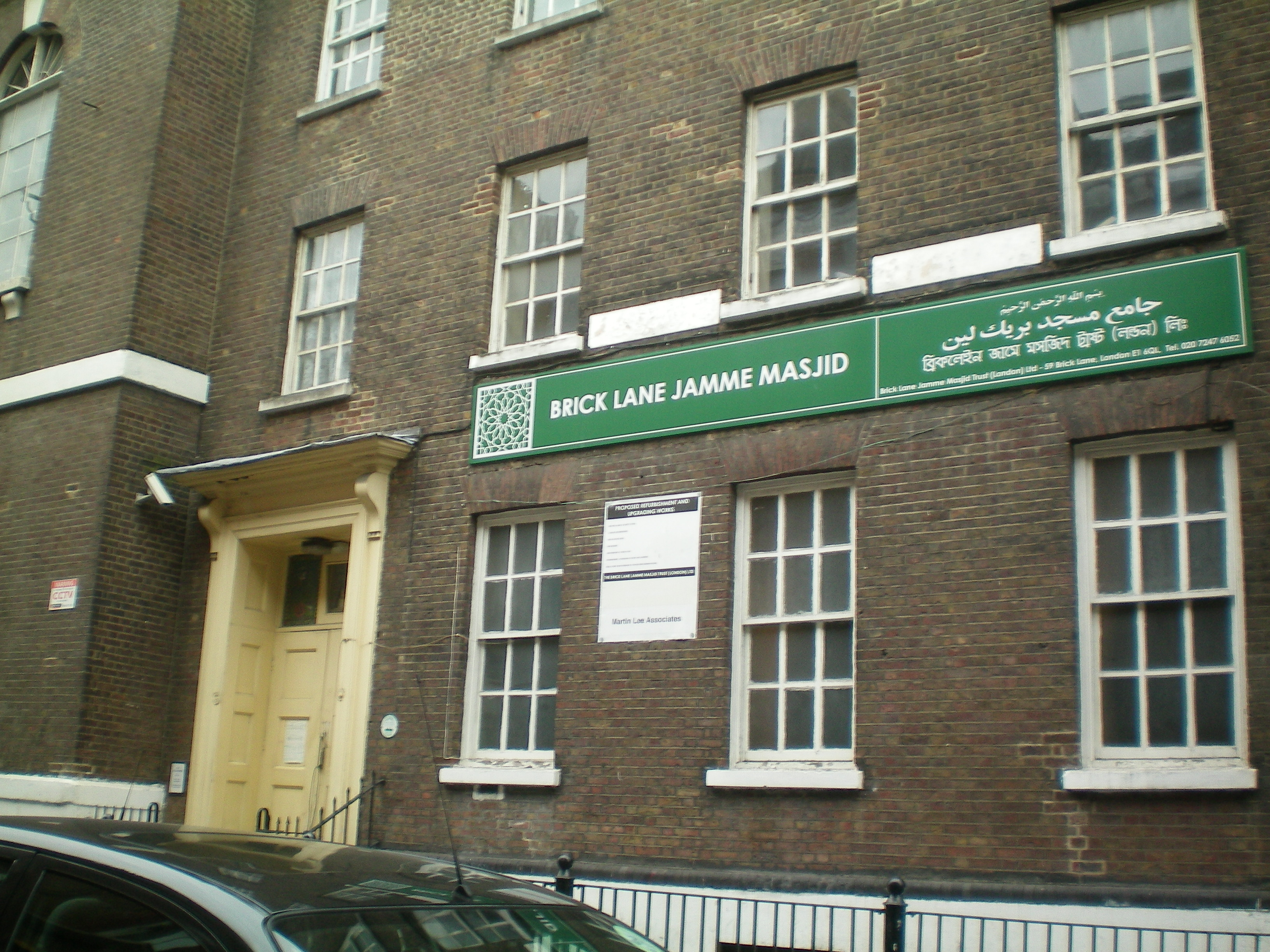
紅磚巷清真寺

紅磚巷清真寺的穆斯林多為在英孟加拉人，也是英國境內最大的孟加拉穆斯林信仰中心。 
这座清真寺最多可容纳3,200人（包括女性），在周五的主麻日期间最为拥挤。其布道均以孟加拉語、英語和阿拉伯語進行。信仰實踐方面，紅磚巷清真寺依循遜尼派傳統，与致力于满足社会和社区需求的孟加拉福利协会（Bangladesh Welfare Association）有密切联系。頂層的儿童可以阿拉伯语和其母语進行授課。 
紅磚巷清真寺曾被称为伦敦大清真寺，不過聯合王國首都的穆斯林們1978年和1985年先後在摄政公园（ 伦敦中央清真寺）和白教堂路（ 东伦敦清真寺 ，1985年）有了更大的清真寺。 

## 建筑历史

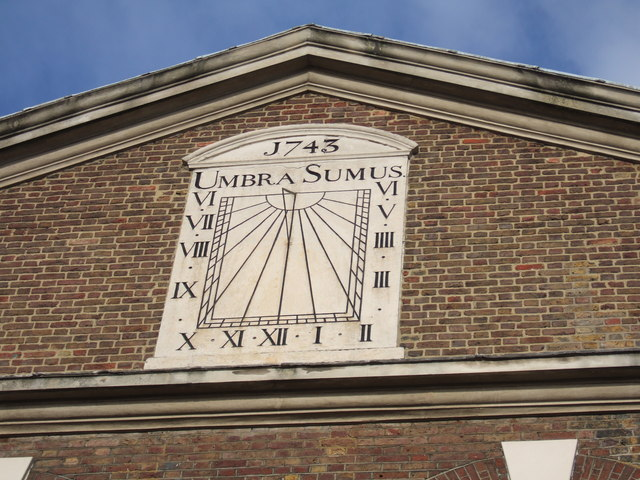
日晷的細節。上書拉丁語格言Umbra sumus （“我们只是影子”），源自贺拉斯的Pulvis et umbra sumus （“我们只是灰尘和阴影”）。

该建筑曾有許多當地宗教信仰進駐。 

### 基督教
法國在1685年簽署楓丹白露敕令後，部分胡格諾派教徒逃離該國以逃避天主教徒的迫害。其中，倫敦的胡格诺派社群于1743年建立了本清真寺的前身異教教堂 （“La Neuve Eglise”，即“新教堂”）。 定居在斯皮塔佛德的胡格諾派團體帶來了他們的紡織技藝。由於他們是不屬於英格蘭教會的非國教徒，他們建立了這座屬於自己的教堂。建築師尼可拉斯·霍克斯穆爾設計的傅尼耶街基督教堂是安妮女王在位時建造的，用以展示既有教堂的權力。紅磚巷59號在後來的60餘年間一直作為胡格諾派教堂。 
1809年，伦敦犹太人促进基督教协会（今基督徒關懷猶太人使團）購入該建築，改為卫斯理教堂，不過十年後又改成了卫理公会教堂。

### 犹太教
19世纪后期，此建築演變為Machzike Hadath，即斯皮塔佛德大猶太會堂使用，也是當時（參見在英猶太人歷史）许多来自俄罗斯和中欧的犹太难民庇護所。1880年代至20世紀初，大規模的屠殺及俄國的五月法令導致不少猶太人逃離栅栏区，約有14萬的東歐猶太難民定居英國。1916年起，知名的亞伯拉罕·伊札克·庫克（後來英國巴勒斯坦託管地首位阿什肯納茲的首席拉比）成為會堂領導人。一旁特地建造的倫敦大猶太會堂及其他教堂建築已成為一個猶太會堂：桑提街猶太會堂。後來，附近的猶太人口逐漸減少，不少人搬到北倫敦，猶太會堂最後也搬到了格德斯綠地的新址。

### 伊斯蘭教
1970年代， 斯皮塔佛德和紅磚巷地区主要是自錫爾赫特專區來英工作的孟加拉人居住，其多從事工廠員工或紡織品贸易。這個逐漸茁壯的社群亟需一個禮拜場所，位於紅磚巷59號的建築物遂被買下、改裝。1976年以倫敦詹姆清真寺之姿重新開放。今日的清真寺雖已更名，但仍持續服務著當地的孟加拉裔社群。